# 前549年
| 千纪： | 前1千纪 |
| 世纪： | 前7世纪 \| 前6世纪 \| 前5世纪 |
| 年代： | 前570年代 \| 前560年代 \| 前550年代 \| 前540年代 \| 前530年代 \| 前520年代 \| 前510年代 |
| 年份： | 前554年 \| 前553年 \| 前552年 \| 前551年 \| 前550年 \| 前549年 \| 前548年 \| 前547年 \| 前546年 \| 前545年 \| 前544年                                                                               |
| 纪年： | 周靈王二十三年；魯襄公二十四年 齐庄公五年 晋平公九年 秦景公二十八年 宋平公二十七年 楚康王十一年 卫殇公十年 陈哀公二十年 蔡景侯四十三年 曹武公六年 郑简公十七年 燕文公六年 吴王诸樊十二年 杞文公元年 |

## 大事記
- 燕文公卒，燕懿公嗣位。
- 魯國孟孝伯入侵齊國
- 楚康王率水軍攻吳國，無功而還。
- 晉國會宋國、衛國、魯國、鄭國、曹國、莒國、邾國、滕國、薛國、杞國、小邾國於夷儀会盟聯軍攻齊。因大雨，不能進軍。楚國与蔡國、陳國、許國聯軍攻鄭救齊國，晉聯軍回軍救鄭。

## 逝世
- 叔梁紇是伯夏的兒子，孟皮和孔子的父親。魯國郰邑大夫
- 燕前文公
- 太子晋